# Balyksji
Balyksji (ryska: Балыкши) är en ort i Kazakstan.   Den ligger i oblystet Atyraw, i den västra delen av landet, 1 500 km väster om huvudstaden Astana. Antalet invånare är 19 260.
Terrängen runt Balyksji är mycket platt. Runt Balyksji är det tätbefolkat, med 849 invånare per kvadratkilometer. Närmaste större samhälle är Atyraw, 5,7 km norr om Balyksji. Trakten runt Balyksji består i huvudsak av gräsmarker.